# Kanton Saint-Mamert-du-Gard

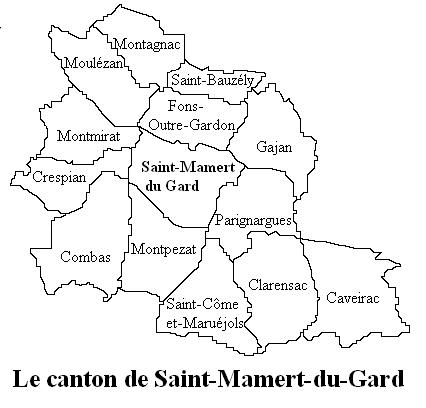
Der Kanton Saint-Mamert-du-Gard

Der Kanton Saint-Mamert-du-Gard war ein französischer Wahlkreis im Arrondissement Nîmes, im Département Gard und i der Region Languedoc-Roussillon. Er hatte den Hauptort Saint-Mamert-du-Gard und wurde 2015 im Rahmen einer landesweiten Neugliederung der Kantone aufgelöst.

## Gemeinden
Der Kanton umfasste Wahlberechtigte aus 14 Gemeinden:
| Gemeinde                | Einwohner Jahr | Fläche km² | Bevölkerungsdichte | Code INSEE | Postleitzahl |
| ----------------------- | -------------- | ---------- | ------------------ | ---------- | ------------ |
| Caveirac                | 3912 (2013)    | 15,2       | 257 Einw./km²      | 30075      | 30820        |
| Clarensac               | 4131 (2013)    | 14,49      | 285 Einw./km²      | 30082      | 30870        |
| Combas                  | 603 (2013)     | 16,04      | 38 Einw./km²       | 30088      | 30250        |
| Crespian                | 365 (2013)     | 7,91       | 46 Einw./km²       | 30098      | 30260        |
| Fons                    | 1337 (2013)    | 9,28       | 144 Einw./km²      | 30112      | 30730        |
| Gajan                   | 711 (2013)     | 10,91      | 65 Einw./km²       | 30122      | 30730        |
| Montagnac               | 227 (2013)     | 8,68       | 26 Einw./km²       | 30354      | 30350        |
| Montmirat               | 397 (2013)     | 9,52       | 42 Einw./km²       | 30181      | 30260        |
| Montpezat               | 1039 (2013)    | 11,98      | 87 Einw./km²       | 30182      | 30730        |
| Moulézan                | 638 (2013)     | 11,39      | 56 Einw./km²       | 30183      | 30350        |
| Parignargues            | 540 (2013)     | 11,01      | 49 Einw./km²       | 30193      | 30730        |
| Saint-Bauzély           | 572 (2013)     | 5          | 114 Einw./km²      | 30233      | 30730        |
| Saint-Côme-et-Maruéjols | 772 (2013)     | 13,01      | 59 Einw./km²       | 30245      | 30870        |
| Saint-Mamert-du-Gard    | 1588 (2013)    | 14,35      | 111 Einw./km²      | 30281      | 30730        |